# Cesonia ditta
Espèce
Cesonia ditta est une espèce d'araignées aranéomorphes de la famille des Gnaphosidae.

## Distribution
Cette espèce est endémique de la Dominique.

## Description
La femelle holotype mesure 4,54 mm.

## Publication originale
- Platnick & Shadab, 1980 : A revision of the spider genus Cesonia (Araneae, Gnaphosidae). Bulletin of the American Museum of Natural History, no 165, p. 337-385 (texte intégral).